# Oso Kuka
Oso Kuka eller Osman Bejtullah Kuka, född 1820 i Shkodra, Albanien, Osmanska riket, död 30 juni 1862 i Vranjina, Montenegro, var en albansk frihetskämpe och gränsvakt.
Kuka stred år 1862 mot 8 000 montenegrinska soldater som belägrat Vranjina (dåvarande osmanska riket vid den montenegrinska gränsen). När montenegrinerna stormade tornet, i vilket Oso Kuka och hans drygt 20 man isolerat sig i, valde han att öppna eld mot krutdurkarna vilket orsakade en stor detonation och dödade många montenegrinska soldater. Under de kommande årtiondena blev han en revolutionär figur under den albanska frihetsrörelsen och mycket uppskattad i albansk litteratur.

## Biografi
Oso Kuka föddes i Shkodra och var son till Bejtullah Kuka, bajraktaren (borgmästare) och viziren (guvernör) i Shkodra, dåvarande osmanska riket. När Abdülkerim Nadir Pasha, eller Avdi Pasha, generalen av Shkodra, påstod att Albanien blivit utan söner på grund av hur montenegrinska banditer plundrade och dödade albaner i norr vid gränsen, blev Oso Kuka rasande. Han begärde 20 man och svor att återta Vranjina, som vid det här laget belägrats av montenegrinska styrkor. När Avdi Isa, en Albansk fåraherde i Vranjina, sedan mördas och begråts av sin syster, finner Oso Kuka nu ett starkare skäl att konfrontera montenegrinerna.

## Oso kukas grupp
- Salë Behri (1847-1862)
- Musa Golemi
- Met Begoja
- Ibrahim Kopliku
- Pjeter Berisha
- Jusuf Bushati
- Met Mala
- Sadik Lapi
- Myrto Zylfoja
- Ferid Hoti
- Sali Sakica
- Sinan Kerni
- Gjergj Cemi Grudjani (från Grudë)
- Avdi Isa (1820-1862)
- Taro Pellumbi
- Mahmut Zyberi
- Met Zeneli
- Vuksan Gjeli
- Gjeto Gruda
- Mal Spahia
- Galo Keqi
- Cok Mark Kola Dini
- Preng Mar Kola (Från Miridtë)
- Sokol Tona (Guri i Lekës)
- Kacel Doda
- Kerni Gila
- Kadri Mala (från Kabashi, Dukagjini).

## Lahuta e Malsis
Enligt Lahuta e Malsis av Gjergj Fishta söker Oso Kuka upp de 13 män som mördat Avdi Isa och dessa mördas, utom en, som återvände och berättade för prinsen av Montenegro om vad som hänt. Sårad men vid liv lyckas den montenegrinske banditen att ta sig tillbaka till prinsen och berättar att Vranjina nu är i händerna på albanerna. Djokovic Pera, den montenegrinske generalen, begär 500 man för att återta Vranjina. Natten innan anfallet har Oso Kuka en mardröm där han ser en eldsprutande drake som med ena klon tänder eld på en krutdurk i tornet, vilken detonerar och dödar Oso Kuka och hans män. Mardrömmen fortsätter och han ser kroppar och gravstenar på ängen. När han vaknar ber han Kerni Syla, sin närmaste man, att gå ut och vakta ängen ifall montenegrinerna anfaller. Oso Kuka ber sedan en andra man att spå deras framtid vilket han gör genom att spegla sitt svärd i huvudet på en död getbock. Sedan ber Oso Kuka en tredje man, Kacel Doda, att spela lahuta (ensträngad fiol) och sjunga en ärorik sång. Kerni Syla blir ensam kvar på fältet när montenegrinerna anfaller, och Oso Kuka kommer snabbt till undsättning. När Oso Kuka,  övermannad, förlorat många män tvingas han till reträtt i kruttornet i Vranjina. När montenegrinerna anfaller en sista gång, öppnar Oso Kuka eld mot krutdurkarna och spränger sig själv, sina män och 200 montenegrinska soldater.